# Gemma Beadsworth

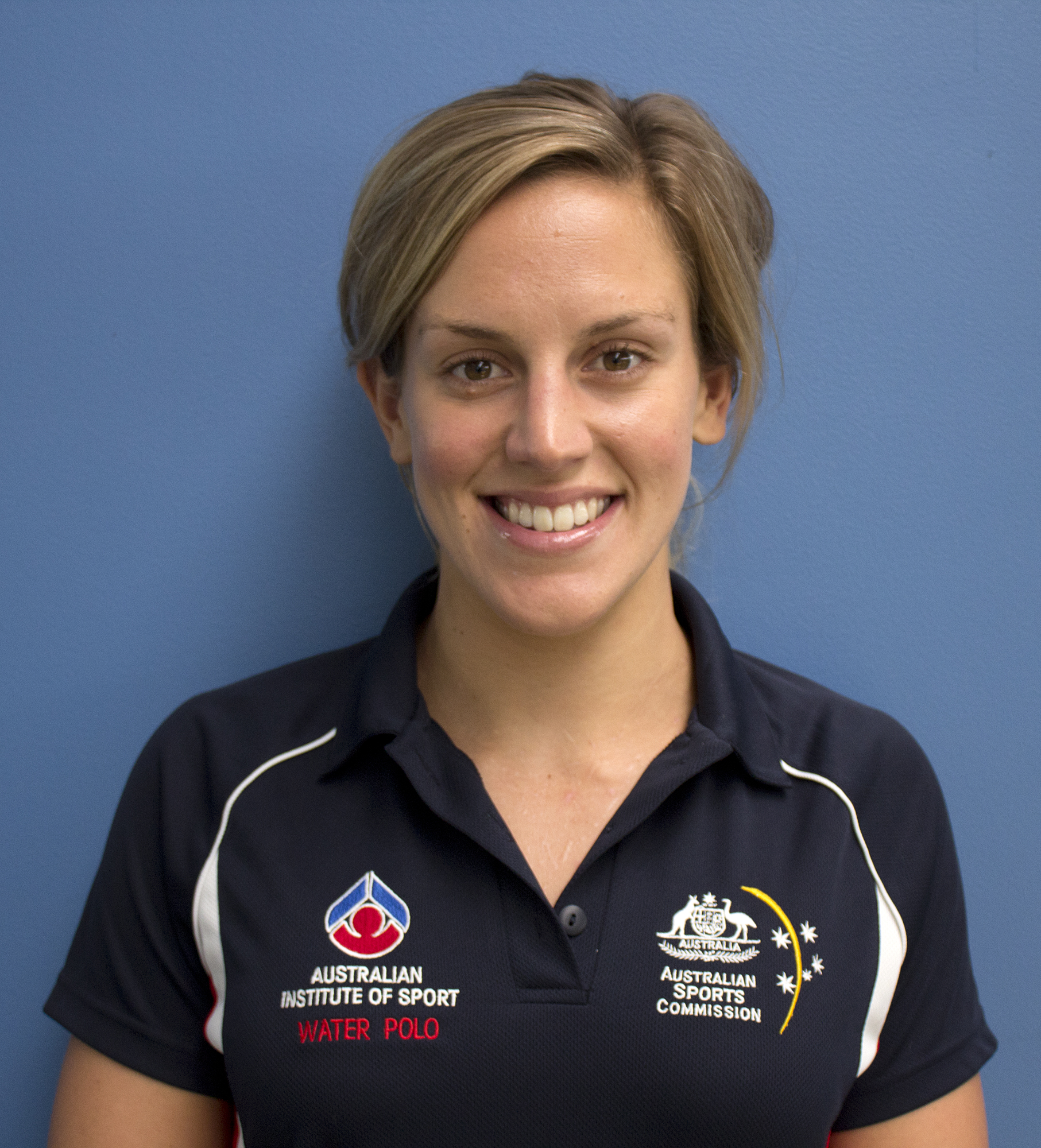
Gemma Beadsworth (2012)

Gemma Jane Beadsworth (* 17. Juli 1987 in Perth) ist eine ehemalige australische Wasserballspielerin. Sie war Weltmeisterschaftszweite 2007 sowie Olympiadritte 2008 und 2012.

## Sportliche Karriere
Die 1,80 m große Gemma Beadsworth spielte beim Melville Water Polo Club in Bicton.
2005 war sie mit der australischen Mannschaft Dritte bei den Juniorenweltmeisterschaften. Im gleichen Jahr belegte sie mit der Nationalmannschaft den sechsten Platz bei der Weltmeisterschaft in Montreal. Zwei Jahre später war Melbourne Austragungsort der Weltmeisterschaft 2007. Die Australierinnen gewannen ihre Vorrundengruppe und besiegten im Viertelfinale die Italienerinnen mit 12:8. Mit einem 12:9 gegen die Russinnen im Halbfinale erreichten die Australierinnen das Finale und unterlagen dann dem US-Team mit 5:6. 2008 bei den Olympischen Spielen in Peking belegten die Australierinnen in der Vorrunde den zweiten Platz hinter den Ungarinnen und vor den Niederländerinnen. Die Australierinnen erreichten das Halbfinale mit einem 12:11-Sieg über die Chinesinnen. Nach der 8:9-Niederlage gegen das US-Team im Halbfinale trafen die Australierinnen im Spiel um Bronze auf die Ungarinnen und gewannen mit 12:11. Gemma Beadsworth erzielte insgesamt neun Treffer, darunter je einen im Halbfinale und im Spiel um Bronze.
Vier Jahre später gehörte Gemma Beadsworth zum Aufgebot für das olympische Wasserballturnier in London. Die Australierinnen gewannen ihre Vorrundengruppe vor den Russinnen und den Italienerinnen. im Viertelfinale besiegten sie die Chinesinnen im Penaltyschießen, das Spiel hatte nach der Verlängerung 16:16 gestanden. Nachdem die Australierinnen im Halbfinale nach Verlängerung 9:11 gegen das US-Team verloren hatten, mussten sie auch im Spiel um Bronze in die Nachspielzeit. Diesmal gewannen sie mit 13:11 gegen die Ungarinnen. Beadsworth erzielte im Turnierverlauf zehn Tore, davon vier im Spiel um den dritten Platz. Bei der Weltmeisterschaft 2015 erreichten die Australierinnen mit einem Sieg nach Penaltyschießen gegen die Chinesinnen das Halbfinale. Nach der 6:8-Niederlage gegen die Mannschaft der Vereinigten Staaten verloren die Australierinnen das Spiel um die Bronzemedaille im Penaltyschießen gegen die Italienerinnen. Bei den Olympischen Spielen 2016 unterlagen die Australierinnen im Viertelfinale den Ungarinnen im Penaltyschießen und belegten schließlich den sechsten Platz in der Gesamtwertung.
Gemma Beadsworth bestritt insgesamt 289 Länderspiele für Australien. Ihr Bruder Jamie Beadsworth war ebenfalls Olympiateilnehmer im Wasserball.